# Konina (wieś)

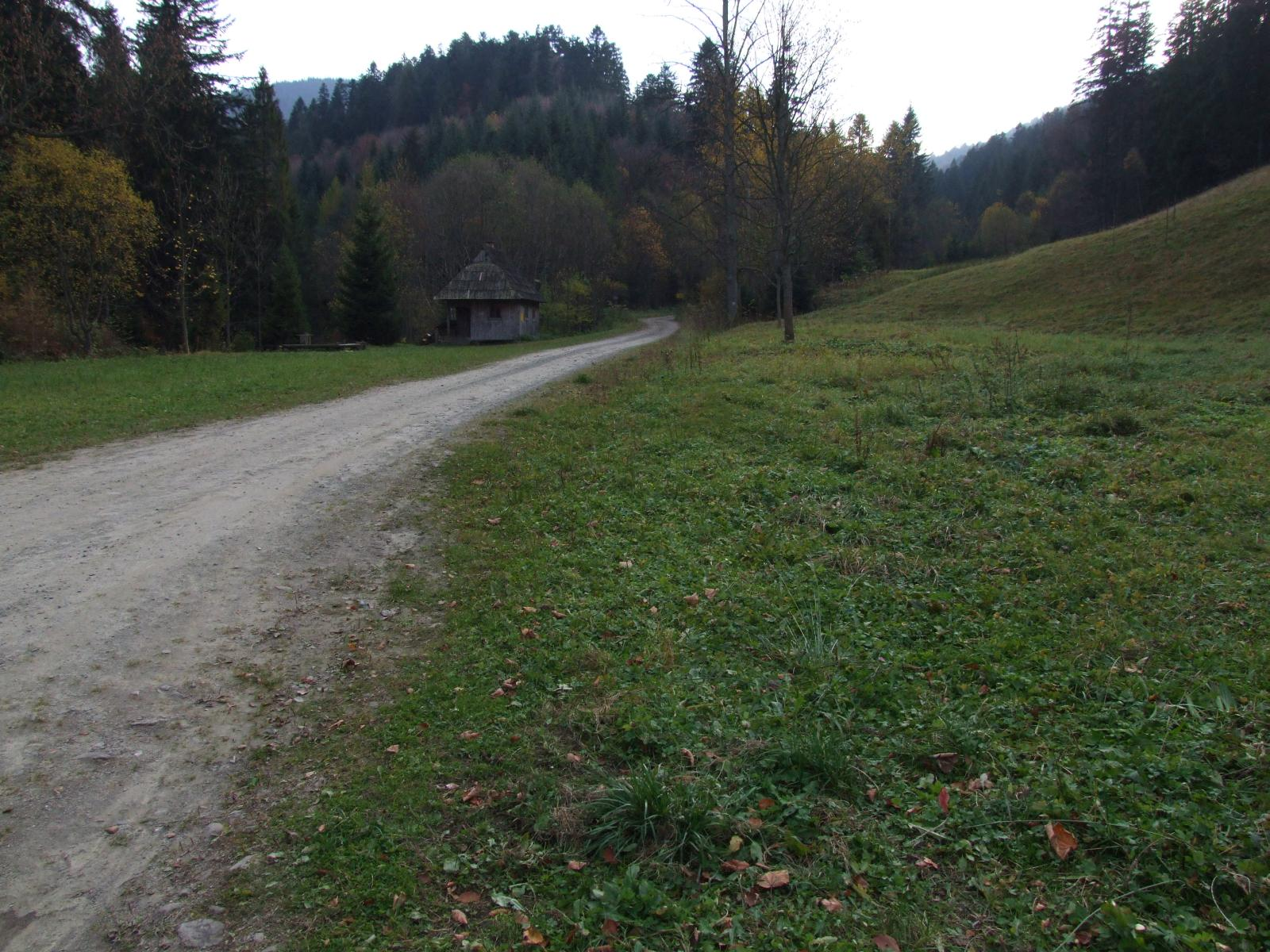
Potasznia

Konina – wieś w Polsce, położona w województwie małopolskim, w powiecie limanowskim, w gminie Niedźwiedź.
W latach 1954–1961 wieś należała i była siedzibą władz gromady Konina, po jej zniesieniu w gromadzie Niedźwiedź. W latach 1975–1998 wieś administracyjnie należała do województwa nowosądeckiego.

## Położenie
Konina to wieś położona na północnych stokach Gorców, w głębokiej dolinie potoku Konina i jego dopływów (Maciejkowy Potok i Domagałów Potok). Obszar miejscowości obejmuje stoki Czechowej Góry (706 m), Frączkowego Gronia (780 m), Turbaczyka (1078 m) i Gębowej (810 m), a także mniejszych wzniesień po północnej stronie Koniny: Pieronki i Kobylicy. Do miejscowości dochodzi szosa z Niedźwiedzia ślepo kończąca się przy leśniczówce w Potaśni. Zabudowania wsi rozciągają się na wysokości ok. 490–700 m n.p.m.

## Integralne części wsi
| części wsi | Bednarze, Bekacze, Bulasy, Chudomięty, Cieśle, Domagały, Działek, Frączki, Garłyty, Gęby, Grzędy, Halamy, Krzany, Kurki, Lachy, Leśniówka, Lupy, Majerze, Michalczewscy, Napory, Natanki, Palace, Pazerówka, Przybytki, Talarki, Trojaki, Woźnowie, Zagroda, Zające |

## Pochodzenie nazwy
Nazwa (być może pochodząca od kun) pojawia się po raz pierwszy już w źródłach z 1234 roku. W 1254 roku w źródłach pojawia się nazwa potoku Konina: Cuna Magna (Kuna Wielka), (w tym czasie potok Koninka posiadał nazwę: Cuna Parwa czyli Kuna Mała). W późniejszych źródłach pojawia się nazwa Kunina. Istnieje także informacja o nazwie Kórzyna pochodzącej od kurzu powstającego przy karczowaniu lasu.
Nazwa Kunina jest również dzisiaj gwarową nazwą niektórych starszych osób. Stanisław Stopa, gdy cytował w jednej z książek opowieści jednego z gawędziarzy z Koniny, używał nazwy Kónina.

## Historia
Wieś została założona przez cystersów ze Szczyrzyca. Po odebraniu jej przez króla (l.1335-1338) weszła w skład dzierżawy szaflarsko-nowotarskiej. Od 1481 roku właścicielem wsi był Marek Ratułd. Po jego śmierci wieś przechodzi we władanie rodziny Pieniążków z Krużlowej, którzy posiadają ją do 1585 r. W 1532 r. zostaje utworzona dzierżawa porębska, w skład której wchodzą Poręba Wielka, Niedźwiedź, Zawada, Podobin, Witów, Konina, Koninki, Mszana Górna, Łostówka, Łętowe i Lubomierz (od 1600r). Przez małżeństwo z Anną Pieniążkówną prawo do posiadania dzierżawy porębskiej nabywa Sebastian Lubomirski starosta wojnicki. W roku 1607 dobra porębskie przechodzą na dziedziczną własność rodziny Lubomirskich. W II poł. XIX w. obszar dworski (wł. Henryk Wodzicki) obejmował w morgach: gruntów ornych 23, łąk i ogrodów 34, pastwisk 13 oraz lasów 2298, natomiast w rękach chłopów znajdowało się gruntów ornych 1278, łąk i ogrodów 141, pastwisk 644, lasu 102. Wówczas wieś liczyła 1109 mieszkańców i 160 chałup. Ludność Koniny utrzymywała się z gospodarki pasterskiej (hodowla owiec) i z pracy w dworskich lasach. W XVII – XIX wieku była tu czynna dworska huta szkła oraz potażownia. Znajdowała się ona na miejscu obecnej leśniczówki na polanie Potasznia (Potaśnia). Ze spalania drewna bukowego pozyskiwanego z gorczańskich lasów otrzymywano popiół, z którego produkowano potaż używany następnie do produkcji szkła. Starą gajówkę na Potaszni spalili Niemcy podczas walk z partyzantami. Ostatnim właścicielem klucza porębskiego był Ludwik Wodzicki (1909-1981). 

## Opis wsi
Mieszkańcy wsi należą do etnicznej grupy górali zwanych Zagórzanami. We wsi istnieją stare zabudowania i dobrze zachowała się gwara i inne elementy zagórzańskiego folkloru.
W Koninie są wytwarzane oscypki. Konina jest jedyną miejscowością w okolicy, która uczestniczy w szlaku oscypkowym.
Szkoła w Koninie nosi imię Katarzyny Smreczyńskiej, która była matką Władysława Orkana.
Pola znajdujące się m.in. w okolicach Pieronki, oraz na Mostownicy są własnością górali z Koniny.
W ludowych opowiastkach koninian dominuje osobliwy temat – węże. Jeśli we wsi trafi się przypadkiem na wesele góralskie, można wziąć w nim udział na prawach nieproszonego gościa tzw. ślęka.

## Turystyka

### Atrakcje turystyczne
- potok o nazwie Konina tworzący w środkowym biegu przełomy we fliszu karpackim;
- wodospad w okolicy osiedla Talarki oraz zagłębienie w korycie rzecznym wyżłobione przez ten wodospad zwane Końskim Baniorem[17];
- Polana Potasznia.

### Szlaki turystyczne
– czarny: Konina – Kopa – Pustak – Kudłoń – polanę Jastrzębie – Lubomierz. Czas wejścia na Kudłoń: z Lubomierza 2.20 h (↓ 1.30 h), z Koniny 2.20 h (↓ 2 h)
- Między Potasznią a polaną Hucisko poprowadzono kilka tras spacerowych, konnych i rowerowych[18][19]. Miejscowość może być dobrą bazą wypadową do uprawiania narciarstwa i turystyki pieszej.